# هيروكو ياماشيتا
هيروكو ياماشيتا (باليابانية: 山下博子) هي لاعبة قفز طويل يابانية، ولدت في 29 يوليو 1951.

## وصلات خارجية
- هيروكو ياماشيتا على موقع أوليمبيديا (الإنجليزية)